# Nihon-buyō
Pour les articles homonymes, voir Buyo.

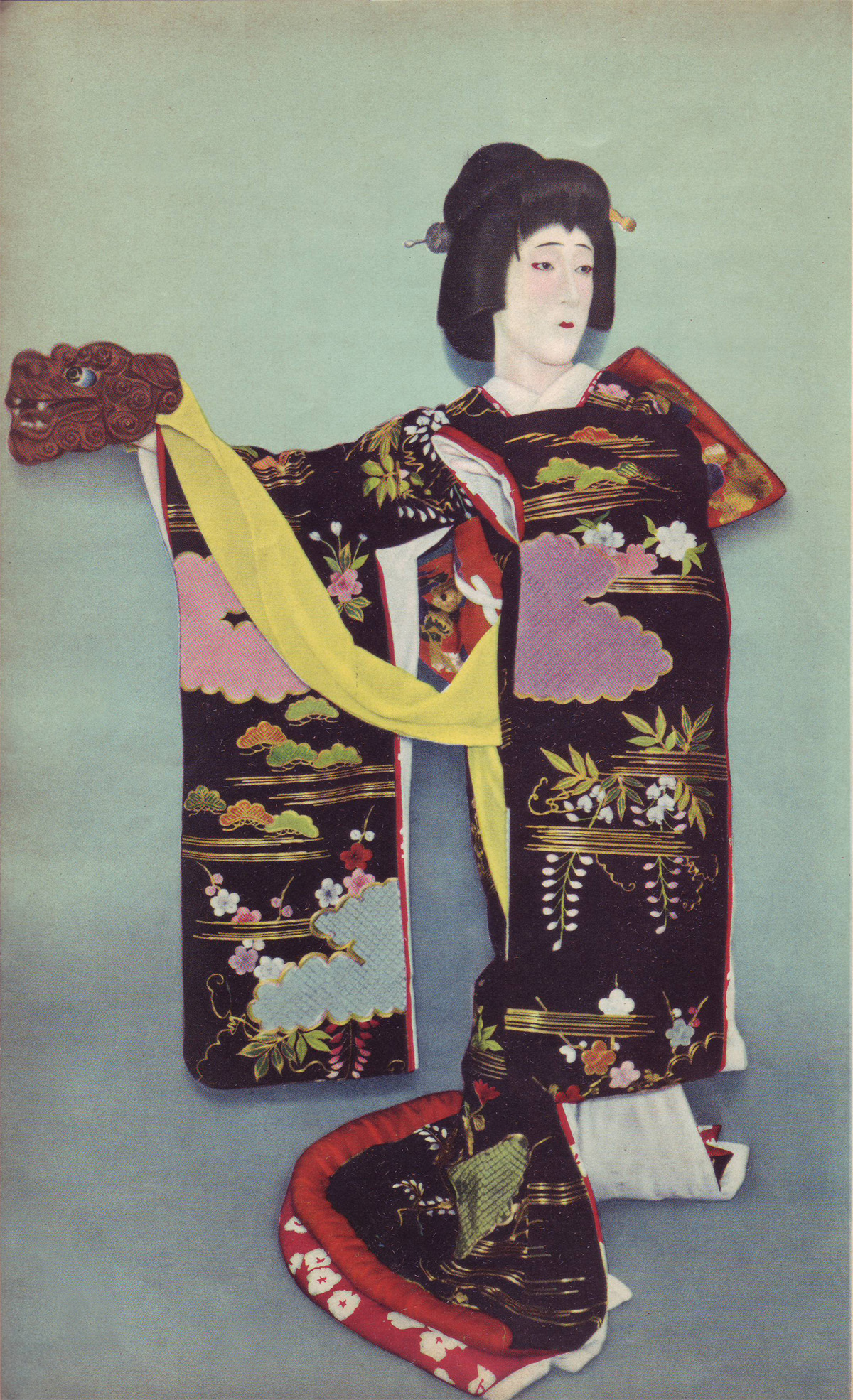
Nakamura Shikan VIIe en septembre 1955 dans la pièce de kabuki-buyō Kagami-Jishi.

Le nihon-buyō (日本舞踊, littéralement « danse japonaise ») est une appellation globale de danse traditionnelle japonaise. Au sens large, le nihon buyō désigne les danses kabuki-buyō, kamigata-mai et shin-buyō.
Le nihon-buyō est pratiqué aussi bien par des hommes que par des femmes, avec des rôles féminins et masculins. La danse compte trois principaux éléments : le mai (mouvement statique), l’odori (mouvement dynamique) et le furi (gestuelle théâtrale).
Le répertoire du nihon-buyō comprend des pièces inspirées des théâtres kabuki, nō, kyōgen et bunraku, abordant des thèmes variés tels que des légendes, des personnages historiques et des faits divers.
Le Japon compte environ deux cents écoles de nihon-buyō, dont les cinq principales sont Hanayagi-ryu, Fujima-ryu, Wakayanagi-ryu, Nishikawa-ryu et Bando-ryu, chacune fondée à une époque différente par des personnalités influentes.

## Étymologie
Le terme buyō (舞踊) est inventé par Tsubouchi Shōyō (1859-1935) dans l’essai Shingakugekiron (1904) pour traduire le mot anglais dance, soit « danse »,. La nécessité de distinguer le buyō japonais traditionnel du buyō conduit à l’utilisation de l’expression nihon-buyō (日本舞踊, littéralement « danse japonaise »), qui s’est imposée et perdure encore au XXIe siècle,.
Avant cela, la danse était généralement désignée par son genre particulier, comme le mai ou l’odori. Le terme nihon-buyō est ainsi une combinaison des caractères mai (舞), qui peut également être prononcé bu, et odori (踊), qui peut également être prononcé yō.

## Définition
Au sens large, le nihon-buyō désigne les danses kabuki-buyō (歌舞伎舞踊), kamigata-mai (上方舞) et shin-buyō (新舞踊) ; au sens strict, il désigne seulement le kabuki-buyō.
L’appellation kabuki-buyō date de l’ère Meiji. Jusque-là, le kabuki-buyō était désigné par diverses appellations comme le shosagoto (所作事), le keigoto (景事), le furigoto (振事) ou plus simplement l’odori (踊, soit la danse). Les chorégraphes de shosagoto, dont la première apparition remonte vers 1673, ont fondé des écoles pour enseigner cette danse aux amateurs. Le kabuki-buyō, inscrit au patrimoine culturel immatériel important depuis 1955, est interprété à la fois par un acteur du kabuki et par un danseur ou une danseuse du nihon-buyō.
Le kamigata-mai (上方舞) ou jiuta-mai (地唄舞) est une danse née et développée dans la région de Kyoto et d’Osaka (Kamigata). Elle se développe durant l’époque d’Edo, à l’occasion de soirées privées, sur une petite surface (la surface d’un tatami). Ses mouvements sont lents et doux. Elle peut être accompagnée de la musique nommée jiuta, composée pour un soliste au shamisen. Elle est également nommée zashiki-mai (座敷舞), nom de la salle où elle est pratiquée,.
Enfin, le shin-buyō (新舞踊) ou sōsaku-buyō (創作舞踊) naît des influences européennes et américaines au XXe siècle. L’écrivain Tsubouchi Shōyō, inspiré par les arts occidentaux, propose des changements dans le théâtre kabuki, ce que certains acteurs acceptent. La danse ainsi créée sous l’ère Taishō se nomme shin-buyō : elle est pratiquée par des artistes voulant expérimenter une nouvelle forme d’expression.

## Styles et éléments de danse

### Styles
À la différence des théâtres kabuki, nō, kyōgen et bunraku, qui mettent en scène des hommes, le nihon-buyō est également pratiqué par des femmes. Il existe deux styles de danse différents : onnagata (女方), rôle féminin, et tachiyaku (立役), rôle masculin. Ainsi, une femme peut incarner un rôle masculin, et inversement.

### Éléments
Le nihon-buyō compte trois principaux éléments : le mai, l’odori et le furi,. Le mai est un mouvement statique, épuré et abstrait qui souligne l’aspect rituel de la pièce, qui est souvent présent dans les séquences adaptées de théâtre nō ; l’odori est un mouvement dynamique et rythmé issu du nenbutsu-odori (念仏踊り), une danse inventée par un moine bouddhiste vers le Xe siècle ; le furi comprend une gestuelle théâtrale, dramatique et figurative représentant les actions de la vie quotidienne à l’époque d’Edo (comme écrire une lettre, boire du saké, etc.),.

### Costumes
Les danseurs de nihon-buyō sont habillés en kimono. Ce vêtement s’est imposé avec l’arrivée du kabuki, lorsqu’il fallait trouver un moyen de dissimuler le corps masculin des acteurs du kabuki, qui interprètent des rôles féminins. Les chorégraphies du nihon-buyō sont réalisées en tenant compte du kimono et de ses possibilités expressives. Il permet de communiquer des sentiments comme la timidité, la mélancolie ou l’attachement de façon subtile, notamment grâce aux manches, appelées sode. Les manches du kimono peuvent aussi servir à évoquer des éléments naturels, comme le vent ou la pluie, ou des objets, comme un paravent ou un oreiller.

### Accessoires
Les différents accessoires du nihon-buyō ont pour origine le plus ancien écrit japonais, le Kojiki (古事記, 712). Le recueil décrit comment une divinité, Ame-no-Uzume-no-Mikoto (天宇受売命), s’est mise à danser. Elle a mis de l’herbe sur sa robe et ses cheveux pour les décorer, a serré un faisceau de feuilles de bambou dans sa main et a tapé des pieds sur un grand seau. Les mêmes accessoires de scène et battements de pied sont toujours courants dans le nihon-buyō. Les feuilles de bambou, qui représentent l’intermédiaire entre ce monde et le ciel, ont pris plus tard la forme d’un éventail sur scène. L’éventail symbolise ainsi l’aspect sacré et rituel de la danse. Il peut représenter différents éléments concrets ou abstraits, comme des objets du quotidien (une coupe à sake, un sabre, un parapluie…), des paysages naturels (une montagne, la lune…) ou des phénomènes météorologiques (la pluie, le vent, la neige…). Il peut aussi exprimer les émotions des personnages de la pièce.

## Influences

### Kabuki
Le kabuki (歌舞伎) est composé de deux répertoires différents : des pièces de théâtre et des morceaux de danse. Ce dernier genre, le nihon-buyō, s’est développé grâce aux écoles fondées par des acteurs et chorégraphes du kabuki. Ces deux milieux distincts, nihon-buyō et kabuki, nouent un lien inséparable encore au XXIe siècle en partageant le même répertoire de danse, bien qu’ils ne soient plus représentés ensemble.

### Nō
De nombreuses pièces de nihon-buyō sont inspirées de pièces du théâtre nō (能). Les trois grandes séries du répertoire du nihon-buyō — sanbasō-mono, dōjōji-mono et shakkyō-mono — sont adaptées des pièces de théâtre nō Okina, Dōjōji et Shakkyō ; c'est aussi le cas de la série de répertoire matsubame-mono (松羽目物), adaptée du nō à l’ère Meiji en s’inspirant de la façon dont le kabuki a adapté les drames nō. Pour ces pièces, la danse du nō (mai) est intégrée à la chorégraphie.

### Kyōgen
Comme le nō, le kyōgen (狂言) a été fortement adapté après l’ère Meiji, bien qu’il existait déjà des pièces de danse kabuki d’origine kyōgen avant l’ère Meiji (matsubame-mono). Ce répertoire était apprécié par les acteurs de kabuki de cette période.

### Bunraku
Les pièces de nihon-buyō Ochiudo, Hachidanme et Yoshinoyama sont des actes des pièces de kabuki Kanadehon chūshingura et Yoshitsune senbon-zakura, adaptées du bunraku (文楽).
Par ailleurs, lors des points culminants des pièces du nihon-buyō adaptées du bunraku comme Yagura no oshichi ou Hidakagawa, le ningyō-buri — un style de jeu imitant les mouvements des marionnettes — est employé. Le personnage est soutenu par des marionnettistes qui se tiennent derrière lui et se déplace comme s’il était une marionnette.

## Répertoire
Le répertoire du nihon-buyō consiste principalement en pièces de danse de kabuki (shosagoto) créées à l’époque d’Edo, comme Kyōganoko-musume-dōjōji (京鹿子娘道成寺) ou Fuji Musume (藤娘). De plus, il existe des pièces chorégraphiées selon la technique de danse kabuki. Les thèmes du répertoire sont vastes : légendes, littérature classique, personnages historiques, faits divers, la vie et les coutumes de l’époque d’Edo. Les théâtres nō, kyōgen et bunraku font également l’objet d’adaptations.
Les pièces dansées par une seule personne représentent environ 60 % du répertoire, et les pièces dansées par plus de deux personnes constituent le reste du répertoire. Environ 60 % du répertoire consiste en pièces de danse pure sans drame (pièce de métamorphose, pièce de mœurs de l’époque d’Edo, pièce de festivité), contre environ 40 % de pièces dramatiques.
L’ensemble des pièces ne peut pas être classé parfaitement, mais peut être regroupé approximativement selon les catégories suivantes.

### Sanbasō-mono(adaptation de la pièce de nōOkina)
La pièce de nō Okina, la pièce la plus sacrée, mêlant danse et rituel de prière pour une récolte abondante et la prospérité, met en scène trois personnages : Okina, Senzai et Sanbasō. La danse dynamique de ce dernier a donné une série de répertoire Sanbasō-mono (三番叟物) dans le kabuki : la pièce Kotobuki-shiki-sanbasō est la plus rituelle, tandis que le reste du répertoire (Ayatsuri-sanbasō, Ninin-sanbasō, Shitadashi-sanbasō, Hisazuru-sanbasō, Shiki-sanbasō, Kuruwa-sanbasō, etc.) développe les aspects divertissants du kabuki.

### Dōjōji-mono(adaptation de la pièce de nōDōjōji)

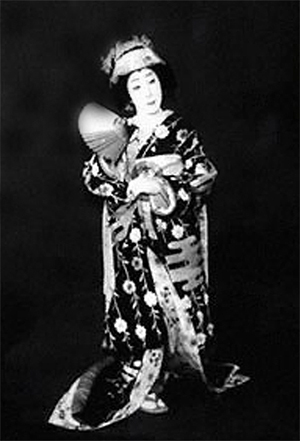
Nakamura Utaemon VIe en 1951 dans la pièce Kyōganoko-musume-dōjōji.

La pièce de nō Dōjōji, inspirée par un mythe lié au temple Dōjōji, a été adaptée dans la danse kabuki avec Kyōganoko-musume-dōjōji, qui a donné ensuite la série principale du répertoire : Ninin-dōjōji, Meoto-dōjōji, Kane-no-misaki, Otsue-dōjōji, Futaomote-dōjōji, Yakko-dōjōji, etc.

### Shakkyō-mono(adaptation de la pièce de nōShakkyō)
La pièce de nō Shakkyō (石橋), dans laquelle un moine bouddhiste voit des lions mythiques jouer avec des pivoines au Mont Seiryo en Chine, a été adaptée comme danse d’onnagata (acteur dans un rôle féminin) dans la première période du kabuki. Cela a donné lieu aux pièces Aioi-jishi, Shūjaku-jishi et Makura-jishi. C’est vers l’ère Meiji que l’adaptation s’est rapprochée du nō : la danse majestueuse du lion est interprétée par un tachiyaku (acteur dans un rôle masculin) dans les pièces Kagami-jishi et Renjishi.

### Onryō-mono(pièces de fantôme)

#### Asama-mono
Dans les pièces d’asama-mono (浅間物), un jeune fiancé brûle la lettre de serment d’amour écrite à une courtisane. Dans la fumée, l’esprit vivant de cette courtisane apparaît et tient des propos pleins de rancœur. La pièce Keisei-asamadake a donné lieu à des variations telles que Takao-zange (confession de la keisei Takao).

#### Futaomote-mono
Dans les pièces de futaomote-mono (双面物), deux personnages ayant la même apparence dansent ensemble et l’un d’eux révèle sa vraie nature de fantôme. Ce style, dont l’origine remonte à une pièce de nō intitulée Futari Shizuka, est devenu populaire avec de nombreuses pièces comme Futago-sumidagawa de Chikamatsu Monzaemon. Les pièces les plus célèbres sont Futaomote (le dernier acte de la pièce de kabuki Hōkaibō) et Futaomote-dōjōji. Dans ces pièces, le personnage principal est un fantôme avec deux esprits à l’intérieur. Les âmes de deux amants qui se sont entretués se rejoignent pour former un esprit vengeur maléfique, mi-homme mi-femme.

### Kyōran-mono(pièces de folie)

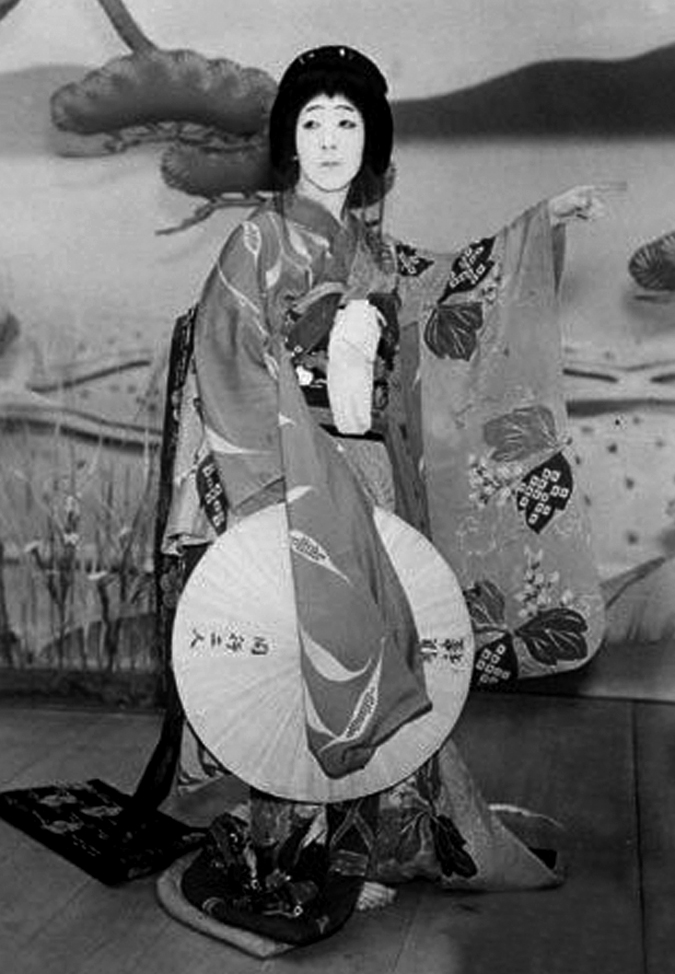
Fukusuke Nakamura VIe dans la pièce Onatsu-kyōran.

Inspiré par la catégorie des pièces de théâtre nō sur la folie, ce thème est développé dans les pièces de danse dès la première période du kabuki. Outre le thème de la folie amoureuse, un sujet courant dans le kyōran-mono (狂乱物) est la folie en raison de la perte d’un enfant. En effet, à l’époque d’Edo, il arrivait qu’un enfant soit enlevé pour être vendu à des troupes de saltimbanques. Dans le kyōran-mono, le personnage central, la mère de l’enfant, perd généralement la raison à cause du chagrin et devient une artiste itinérante qui recherche son enfant en chantant et en dansant. Dans le nō, ce thème est évoqué dans les pièces Sumida-gawa, Sakura-gawa et Miidera.
Les pièces de folie chez les hommes sont Ninin-wankyū et Yasuna, tandis que les pièces de folie chez les femmes sont Onatsu-kyōran, Kurama-jishi, Sumida-gawa et Shizuhata-obi.

### Michiyuki-mono(pièces de voyage lyrique)

#### Description du paysage
Dans l’art japonais, il existe un style appelé michiyuki (道行) qui décrit un voyage vers une destination. Ce thème est très populaire à l’époque d’Edo, car il dépeint la liberté de voyager à une époque où le gouvernement shogunal interdit de se déplacer d’une région à l’autre. Mais le sentiment réjouissant ressenti au cours du voyage laisse souvent place à la mélancolie, dans la mesure où le voyageur peut subir un châtiment pour un péché qu’il a commis, ou souffrir de l’attachement à une personne rencontrée au cours du voyage et qu’il doit quitter. La beauté de michiyuki est chargée de la tristesse de l’errance. Ce thème se retrouve dans les pièces Hachidanme (VIIIe acte de la pièce de kabuki Kanadehon chūshingura), Yoshinoyama (IVe acte de la pièce de kabuki Yoshitsune senbonzakura) et Michiyuki-koi-no-odamaki (IVe acte de la pièce de kabuki Imoseyama onna teikin).

#### Double suicide amoureux
Depuis la pièce Sonezaki-shinjū de Chikamatsu Monzaemon, le thème du michiyuki est associé au double suicide : un couple envisage de se donner la mort ensemble au terme de son voyage. La psychologie des personnages y est mise en avant, au détriment de la description du paysage. Plus tard, un nouveau style entre en vogue : il voit l’apparition au cours du voyage d’un colporteur ou d’un artiste de rue qui tente de ramener le couple à la raison. Les pièces Ochiudo (IVe acte de la pièce de kabuki Kanadehon Chūshingura), Umegawa et Osome sont représentatives de ce style.

### Henge-mono(pièces de métamorphose)

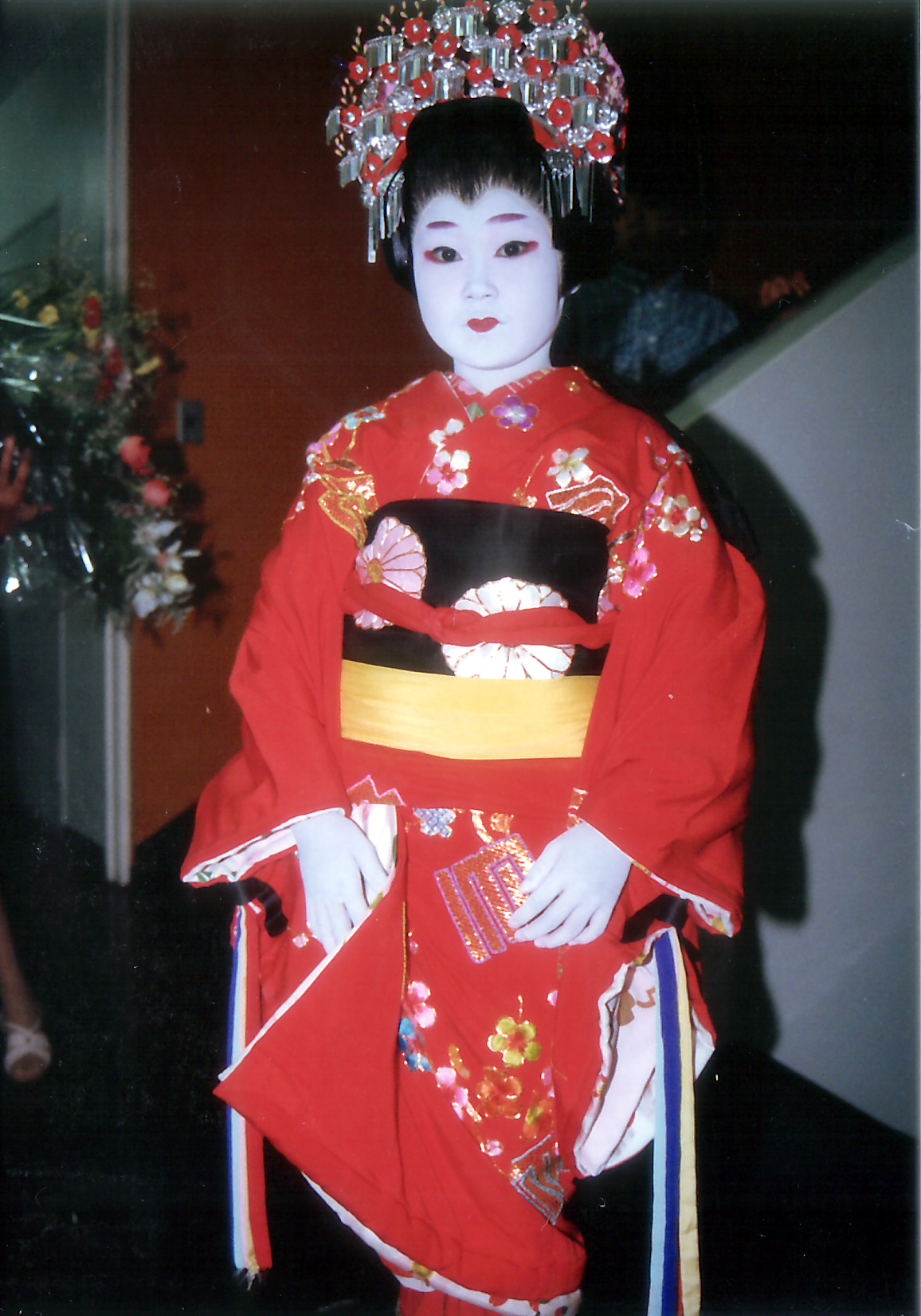
Une danseuse de nihon-buyō dans la pièce Kamuro.

Dans le henge-mono (変化物), le même acteur se métamorphose en changeant rapidement de costume et interprète successivement entre trois et douze personnages différents (généralement sept). Il peut incarner des personnages de sexes, âges, époques et milieux sociaux différents ; il peut aussi s’agir d’un animal, d’une apparition ou d’un dieu. Le henge-mono était très populaire au début du XIXe siècle, notamment grâce aux deux grands acteurs Bandō Mitsugorō IIIe et Nakamura Utaemon IIIe, qui ont rivalisé pour développer le genre. Au XXIe siècle, le henge-mono se décompose en plusieurs parties, une pour chaque personnage, qui sont interprétées indépendamment. Ainsi, la pièce Fuji-musume constituait initialement la première partie d’une série de cinq métamorphoses : la fille se transforme tour à tour en zatō (aveugle), tenjin (divinité céleste), yakko (serviteur du samouraï) et batelier. De nos jours, les pièces de métamorphose n’existent plus dans leur intégralité, à une exception près : Rokkasen. Dans cette pièce, un interprète se métamorphose tour à tour en cinq poètes différents ; ces cinq changements successifs sont toujours connus et pratiqués.
Les pièces de henge-mono les plus connues sont Sagi-musume, Shiokumi, Asazuma-bune, Ame no Gorō, Ukare-bōzu, Mitsumen-komori, Tomo-yakko ou encore Kamuro.

### Fūzoku-mono(pièces de mœurs de l’époque d’Edo)

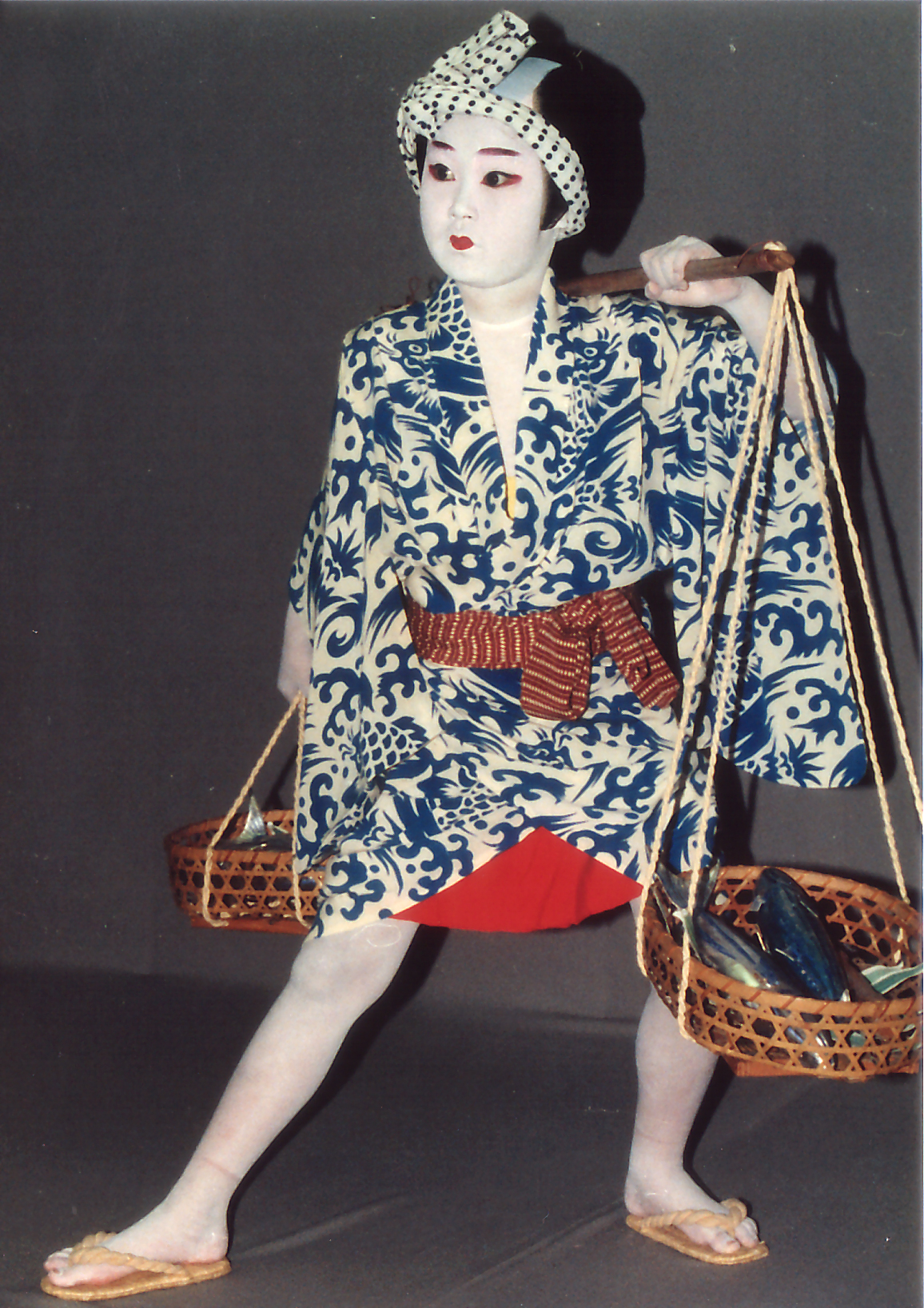
Un danseur de nihon-buyō dans la pièce Katsuo-uri.

De nombreuses pièces de nihon-buyō évoquent les mœurs de l’époque d’Edo. Certaines pièces montrent la passion du peuple pour les matsuri (祭, la fête), comme Omatsuri, Sanja-matsuri, Kanda-matsuri, ou Kioi-jishi. D’autres mettent en scène des évènements annuels : c’est le cas des pièces Musume-nanakusa, Genroku-hanami-odori et Ryūsei.
Une figure récurrente dans les pièces de nihon-buyō est celle du colporteur. Les citoyens d’Edo exerçaient de nombreuses occupations, notamment les colporteurs ou les artistes de rue qui animaient la ville d’Edo. Un colporteur n’est pas un vendeur ordinaire, il se distingue par ses diverses performances ou chants, parfois comiques pour attirer les enfants, et, dans certains cas, par son costume extravagant. Les pièces centrées sur ce personnage sont Dango-uri, Yoshiwara-suzume, Tamaya, Awamochi, Oharame et Katsuo-uri.
Enfin, certaines pièces ont pour personnage principal un artiste de rue, comme Echigo-jishi, Kairaishi, Dontsuku, ou Kappore.

### Matsubame-mono(adaptation du nō et dukyōgenaprès l’ère Meiji)

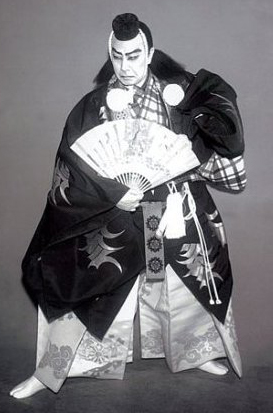
Matsumoto Kōshirō VIIe dans la pièce de kabuki-buyō Kanjinchō.

#### Nō
À l’époque d’Edo, le nō était réservé à la classe guerrière et se distinguait en cela du kabuki, qui était un divertissement populaire. L’adaptation du nō dans la danse kabuki tend donc à s’éloigner de la pièce originelle en modifiant complètement son contexte, ses personnages et sa mise en scène. Cependant, à l’ère Meiji, le kabuki a cherché à renverser son image populaire en intégrant des éléments du nō noble. Les adaptations des pièces de théâtre médiéval, telles que Kanjinchō, Funabenkei, Momijigari, Hagoromo, Hashi-benkei, Mochizuki, Shōjō, sont réalisées en conservant le contenu et le style de la pièce originale tout en se rapprochant de cette esthétique noble.

#### Kyōgen
Tout comme le nō, le kyōgen a été adapté dans la danse kabuki après l’ère Meiji, avec les pièces Migawari-zazen, Bōshibari ou Chatsubo, entre autres. Pourtant, même avant cette période, il y avait déjà eu des adaptations du kyōgen, comme les pièces Tsuri-gitsune, Utsubozaru ou Sue-hirogari, mais elles ont été transformées en style kabuki.

### Goshūgi-mono(pièces de festivité)
Le genre du goshūgi-mono (御祝儀物), qui existait déjà à l’époque d’Edo dans le domaine de la musique, comprend des pièces créées pour célébrer la fondation d’une nouvelle école, l’héritage d’un nom ou l’inauguration d’un établissement. Au début de l’ère Meiji, les musiciens se sont éloignés du milieu du kabuki, et les chefs d’écoles ont commencé à présenter de nouvelles pièces chaque Nouvel An. Ces pièces festives, qui célèbrent la prospérité et les bons auspices, sont souvent accompagnées de chorégraphies dans le style de danse du nō. Ce genre est communément appelé goshūgi-mono et est généralement présenté dans le style appelé su odori (danse avec le kimono ou le hakama, sans costume). Les pièces Oimatsu, Hokushū, Shima no senzai, Ume no sakae, Matsu no midori et Tsurukame relèvent de ce genre.

## Enseignement
Le Japon compte environ deux cent écoles de nihon-buyō, parmi lesquelles « cinq grandes écoles » : 
- Hanayagi-ryu (花柳流?), fondée en 1849 par Hanayagi Jusuke Ier, un disciple de Nishikawa Senzō IVe[38]. Il s’agit de l’école comptant le plus de disciples ;
- Fujima-ryu (藤間流?), fondée par Fujima Kanbei Ier pendant l’ère Hōei (1704-1711)[39] ;
- Wakayanagi-ryu (若柳流?), fondée en 1893 par Wakayagi Judō Ier, un disciple de Hanayagi Jusuke[40] ;
- Nishikawa-ryu (西川流?), fondée par Nishikawa Senzō Ier pendant l’ère Genroku (1688-1704). À l’origine de nombreuses écoles, il s’agit de la plus ancienne école de nihon-buyō[41] ;
- Bando-ryu (坂東流?), fondée par Bandō Mitsugorō IIIe, acteur de kabuki représentant de la période Kasei (1804-1830)[42].

## Lenihon-buyōaujourd’hui
Il y a environ 5 000 danseurs professionnels de nihon-buyō dans le monde,. De nombreuses personnes étudient le nihon-buyō dans le cadre de l’étiquette culturelle japonaise traditionnelle, comme la cérémonie du thé et l’ikebana. Aujourd’hui, seul un faible pourcentage de Japonais apprend ces formes d’art traditionnel.